# Daniel Shapiro
Daniel Benjamin Shapiro (Champaign,1 d'agost de 1969) és un diplomàtic estatunidenc que va exercir com a ambaixador dels Estats Units a Israel del 2011 al 2017.

## Biografia
Dan Shapiro va néixer en una família jueva a Champaign, Illinois. És un dels quatre fills de la novel·lista Elizabeth Klein Shapiro i del professor emèrit d'anglès de la Universitat d'Illinois, Michael Shapiro. Va anar a l'escola primària Westview i a l'escola secundària Edison de Champaign, i es va graduar a l'escola secundària University Laboratory el 1986. Primer va entrar a la Universitat de Washington a St. Louis, on va passar el segon any a Israel, i després es va transferir a la Universitat Brandeis, on va obtenir una llicenciatura el 1991 en Estudis del Pròxim Orient i Judaics. Dos anys més tard va obtenir un màster en Política de l'Orient Mitjà a la Universitat de Harvard.
Shapiro parla hebreu i àrab.

## Trajectòria

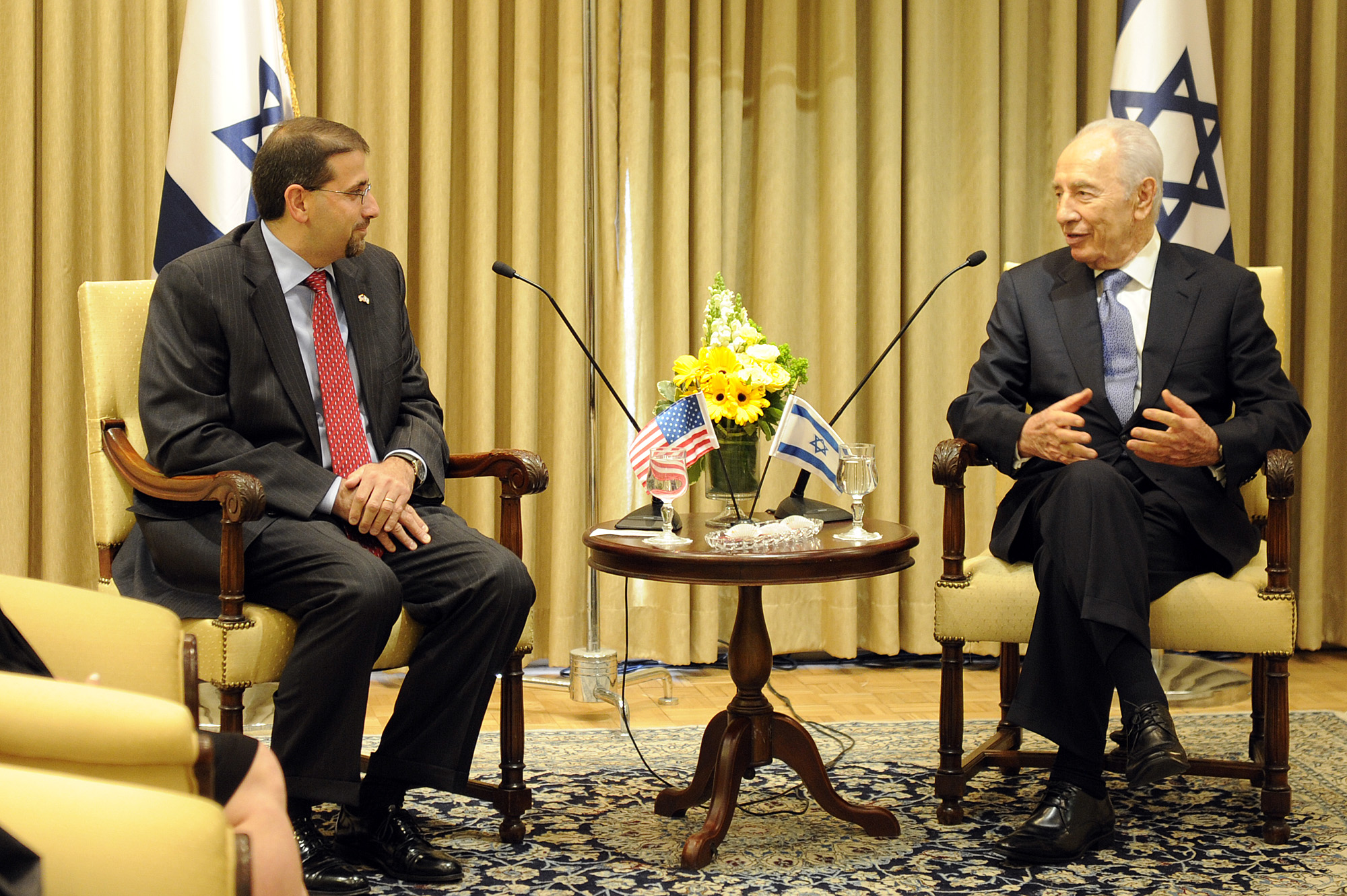
Shapiro amb el president d'Israel Ximon Peres el 2011.

Va ser nomenat pel president Barack Obama el 29 de març de 2011 i confirmat pel Senat el 29 de maig. Va jurar el càrrec d'ambaixador per la secretària d'Estat Hillary Clinton el 8 de juliol de 2011. Anteriorment, va ser el director sènior per a l'Orient Mitjà i el Nord d'Àfrica al Consell de Seguretat Nacional dels Estats Units. Com a persona nomenada políticament per l'administració Obama, Shapiro va rebre l'ordre de dimitir el 5 de gener de 2017 després de la investidura del president Donald Trump. El 30 d'agost de 2021, el president Joe Biden va nomenar Shapiro com a enllaç especial amb Israel sobre l'Iran.
Després de concloure el seu servei com a ambaixador a Israel, Shapiro va esdevenir investigador visitant distingit a l'Institut d'Estudis de Seguretat Nacional de la Universitat de Tel Aviv. Va exercir com a sotssecretari adjunt de Defensa per a l'Orient Mitjà del gener de 2024 al gener de 2025.